# Cala Bóquer
Cala Bóquer és una cala del terme de Pollença situada al fons de la vall de Bóquer, al peu de la Serra del Cavall Bernat i dins la possessió de Bóquer, a uns tres quilòmetres del Port de Pollença.
Es tracta d'una entrada de mar d'uns 300 metres tancada a banda i banda per penya-segats de pedra calcària i de vegetació àrida. La vorera de mar és rocosa, però al marge esquerra hi ha una petita platja de còdols i grava. És un bon lloc per fondejar. Pel que fa a l'accés, només és possible arribar-hi per mar o a peu: es tracta d'una petita caminada de camí fàcil i uns 2,5 km partint del Port de Pollença (40 min.). La ruta és d'interés per l'entorn natural però també pel valor patrimonial, car hom passa per les cases de la possessió, forns de calç i per les proximitats de diversos jaciments arqueològics, entre els quals destaca el del Pedret de Bóquer, corresponent a l'antiga ciutat de Bócor.
Deu el seu nom a la possessió de Bóquer, que al seu torn prové de l'antiga ciutat romana de Bócor. Als mapes de Bellin i Lotter (segle xviii) apareix amb el nom de Port Colomer.